# Stadsbranden i Oslo 1624
Stadsbranden i Oslo 1624 (norska: Bybrannen i Oslo 1624) mellan 17 augusti och 20 augusti 1624 var den sista av flera stora stadsbränder i Oslo i Norge, då hela det gamla medeltida Oslo brann ned. 
Den 17 augusti 1624 utbröt den stora stadsbranden i Oslo, vilket ledde till att hela staden brann ned så fullständigt att en ny stad sedan grundades på en ny plats, vid området kring Akershus slott. Efter den katastrofala stadsbranden började en jakt på syndabockar, som resulterade i en häxprocessen i Akershus. 